# Casa de Sade

Escudo de armas de la Casa de Sade. Descripción: «Gules con una estrella de oro ornada de un águila de sable cebo y diademada de gules». Privilegio obtenido por Elzéar de Sade del emperador Segismundo de Luxemburgo en 1416.

La Casa de Sade (en francés: Maison de Sade) fue una noble familia de Provenza (Francia) que durante muchos siglos ejerció los primeros cargos municipales en el Condado Venaissin y en Aviñón.
Su árbol genealógico se remonta a Raimond de Sade en el siglo XIII. Sin embargo, un Bertrand de Sade habría asistido a una reunión celebrada en la ciudad de Arlés en 1216. En 1416, los Sade recibieron el derecho a llevar el águila bicéfala imperial sobre una estrella en su escudo. Elzear Sade obtiene este privilegio del emperador Segismundo de Luxemburgo en reconocimiento a sus hazañas bélicas a su lado. La divisa en latín de la familia es: Opinione Sado (La opinión de Sade)
Algunos de los miembros más destacados de la Casa de Sade fueron los siguientes:
- Hugues II de Sade, casado con la célebre Laura de Noves (conocida también como Laura de Sade), a quien amó Petrarca en el siglo XIV.

- Jacques François Paul Aldonce de Sade, nacido en 1705 y muerto en 1778, vicario general de los arzobispados de Tolosa y Narbona, publicó en el año 1764 una obra sobre observaciones de los primeros poetas y trovadores franceses y obras escogidas de Petrarca con Memorias acerca de aquel poeta.

- Jean-Bastiste François Joseph de Sade, nacido en 1701 y muerto en 1767, conde de Sade, gobernador general de las provincias de Bresse, Bugey, Valromey y Gex, señor de Saumane y Lacoste, y gobernador del castillo de Vaison. Desempeñó muchas misiones diplomáticas. Dejó escritas una colección de anécdotas y documentos sobre la guerra de 1741 a 1746. Fue padre de Donatien Alphonse François.

- Donatien Alphonse François de Sade, marqués de Sade. Nació en París en el año 1740, sirvió en el ejército, participó en la Guerra de los Siete Años, se retiró en 1766 con el grado de capitán de caballería y se casó con Renèe-Pélagie de Montreuil. Posteriormente protagonizó algunos escándalos de libertinaje, fue preso en París en el año 1768 y en 1772 condenado a muerte en Marsella, por un crimen cometido en una escena de disolución; se le conmutó la pena y fue encerrado en Vincennes, después en la Bastilla y luego en Charenton, pero fue liberado durante la Revolución francesa. Escribió varios libros, y cuando Napoleón Bonaparte fue cónsul, este ordenó que se le volviese a conducir a Charenton en 1803. Murió en el año 1814.

## Etimología del apellido
Las investigaciones de orden etimológico de ese apellido de gran linaje lo asocian con otro viejo término, ya en desuso: sade, que se traduce como «dulce», «amable», «gentil» y cuyo verbo sería sadaier, que en español significaría: «acariciar», «besar», «halagar», o bien el sustantivo sadaienement, que sería «caricia» o «beso», el adverbio sadement que equivaldría a «dulcemente», «graciosamente» y al diminutivo sadinet, que designaría algo «dulce», «gentil» o «aterciopelado».
La incorporación del término «sadismo» se incorpora, apenas veinte años después de la muerte del marqués de Sade, al Dictionnaire Universal de Boiste, en su octava edición (1834), donde se le define como «una aberración espantosa del libertinaje; monstruoso sistema que contraría a la naturaleza. Una perversión sexual en la que una persona no puede alcanzar el orgasmo sino con el sufrimiento (físico o moral) del objeto de su deseo».